# Breguet-Dorand Gyroplane Laboratoire
Breguet-Dorand Gyroplane Laboratoire byl první experimentální vrtulník francouzské firmy Société anonyme des ateliers d’aviation Louis Breguet a vůbec první plně řiditelný a letuschopný vrtulník na světě. Stroj byl stavěn od roku 1933. Byl použit trup z letounu Breguet Bre.19 TR Bidon a motor Wright o výkonu 315 kW (jiný zdroj uvádí motor Hispano-Suiza o výkonu 225 kW). Vrtulník uletěl roku 1933 na uzavřeném okruhu ve výšce nad 10 m větší vzdálenost než 500 m a v horizontálním letu překročil rychlost 100 km/h. V listopadu téhož roku však havaroval a byl poškozen. V roce 1935 začaly letové testy, které byly úspěšné a firma dostala státní zakázku od francouzského ministerstva letectví. Ovšem dostavily se další problémy, které se snažili konstruktéři průběžně odstraňovat. Roku 1939 byl vrtulník poškozen a o rok později byl jeho vývoj zastaven. Stroj byl zničen při spojeneckém leteckém útoku na letišti ve Villacoublay v roce 1943.

## Technické údaje
- Osádka: 1
- Hmotnost prázdného stroje: 1430 kg
- Vzletová hmotnost: 2030 kg